# Axel Gustaf Virgin
Axel Gustaf Virgin född den 9 november 1813 i Vänersborg, död den 1 februari 1900 i Fränninge, Malmöhus län, var en svensk läkare, författare, tecknare och målare.
Han var son till majoren Axel Fredrik Virgin och Lovisa Charlotta Ljungberger och gift första gången 1845 med skådespelerskan Maria Julia Carolina Lindström och andra gången från 1868 med Götilda Lindeblad. Virgin blev medicine doktor 1841 och tjänstgjorde därefter som läkare på olika platser i landet innan han blev provinsialläkare i Kristianstads distrikt. Som konstnär är Virgin är representerad vid Norrköpings Konstmuseum med målningen Gammal man i sorgsna tankar. Som skriftställare utgav han ett flertal diktsamlingar bland annat Poetiska försök, af en sexton års yngling och Poetiska blommor.